# Salfit
Salfit (in arabo سلفيت‎?, scritto anche Salfeet, che significa "cesto di uva") è una città palestinese di circa 10.911 abitanti, situata nel centro della Cisgiordania a circa 106 km a nord di Gerusalemme.

## Etimologia
Il nome Salfit, probabilmente di origine cananea, vuol dire "cesto di uva" (Sal: cesto e fit: uva), notorietà appunto derivata dalla coltivazione e produzione di uva, molto diffusa nella regione.

## Amministrazione

### Gemellaggi
- Ris-Orangis, dal 1998
- Crotone, dal 2014[2]
- Kenitra, dal 2016
- Tepebaşı, dal 2018
- Totnes, dal 2020